# آکیله مانتسوتی
آکیله مانتسوتی (ایتالیایی: Achille Manzotti؛ ‏ ۱۰ نوامبر ۱۹۴۳ – ۲۰ ژوئیهٔ ۲۰۰۷) تهیه‌کننده فیلم، تهیه‌کننده تلویزیونی و تهیه‌کننده موسیقی اهل ایتالیا بود.
از فیلم‌هایی که وی در آن‌ها نقش داشته‌است، می‌توان به بزرگ که شدم، مشکل پُردردسر، داستان پیرا، چیزی زیر لباس نیست، همه زن‌ها اینگونه‌اند و استرادیواری اشاره نمود.